# Omega (schakels)
Omegaschakels zijn een techniek om een halsketting te versieren met metalen platen of plaatjes. De metalen platen worden gemonteerd op een sterke draad of een geweven raster. De platen wekken de indruk dat het schakels zijn. De draad onder de platen zorgt echter voor de sterkte van het collier. De platen kunnen een willekeurige vorm krijgen, zodat ze een esthetisch geheel vormen.
De techniek wordt vooral gebruikt in gouden of zilveren halssieraden, al dan niet met een hanger eraan. Een omegaketting houdt zijn vorm en valt daardoor mooi om de hals.
Het nadeel van deze halssieraden is dat ze gemakkelijk kunnen breken of knakken. Daarom moet een eventuele hanger met voldoende tussenruimte om de ketting heen kunnen glijden.